# Nightcrawler
Nightcrawler (pravo ime Kurt Wagner) je izmišljeni lik, mutantski superjunak iz stripova Marvel Comicsa. Pripadnik je X-Mena. Ima plavo tijelo, po dva prsta na nogama, po tri prsta na rukama, i rep. Ima moć teleportacije. Rođen je u Njemačkoj te je po vjeroispovjesti katolik. Pojavljuje se u filmu X-Men 2 gdje pokušava ubiti predsjednik SAD-a. U filmu ga glumi Alan Cumming.